# نسیم فکرت

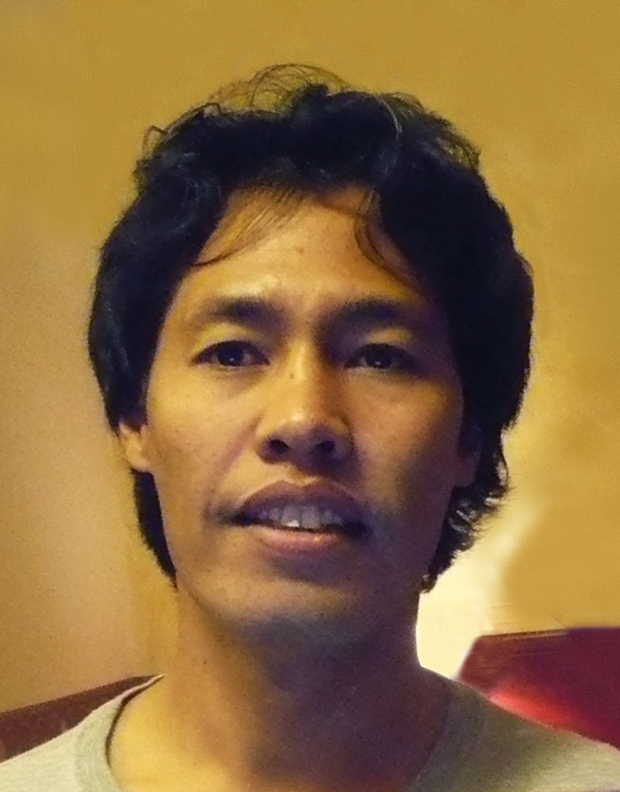
نسیم فکرت، ژورنالیست و عکاس اهل افغانستان - ۲۰۰۸

نسیم فکرت روزنامه‌نگار، عکاس و از وبلاگ‌نویسان اهل افغانستان است. او یکی از چهره‌ها در ترویج وبلاگ‌نویسی به زبان‌های فارسی و پشتو در افغانستان به‌شمار می‌رود. او با حمایت مالی بخش فرهنگی سفارت آمریکا در کابل و از طریق کانون وبلاگ‌نویسان افغانستان چندین دوره از برنامه‌های آموزشی تحت نام ژورنالیزم آنلاین و وبلاگ‌نویسی را در شهرهای مختلف افغانستان مانند هلمند، هرات، کابل، بامیان، کندوز، جلال‌آباد و بقیه شهرها دایر کرده‌است.
وبلاگ «یادداشت‌هایی از کابل» او در یک مسابقه بین‌المللی وبلاگ‌نویسی از سوی سازمان گزارشگران بدون مرز، در میان هفت وبلاگ برنده جایزه آزادی وبلاگ‌نویسی در افغانستان و آسیای میانه شد.
- در سال ۲۰۰۸ میلادی جایزه بین‌المللی آزادی بیان از طرف سازمان «اطلاع‌رسانی و دفاع از امنیت خبرنگاران» در سیانای ایتالیا را دریافت کرد.
- در همان سال وبلاگ انگلیسی آقای فکرت بنام افغان لورد Afghan LORD جایزه افتخاری Honorable Mention Award را در میان پنج نفر از بهترین وبلاگ‌نویس کشورهای آسیای جنوبی از سازمان «هلال نارنجی» کسب کرد.

## تحصیلات
نسیم فکرت از کالج دیکینسون در پنسیلوانیای آمریکا از رشته علوم سیاسی فارغ شده‌است.